# Bratac
Bratac je majhen nenaseljen otok v Jadranskem morju in del otočja Vrhovnjaci. Pripada Hrvaški. Otoček je skupaj s čerjo Bratac Mali najzahodnejši otok v otočju in se nahaja približno 10,4 km vzhodno od Lastova.